# Vasyl Polyakov
Pour les articles homonymes, voir Polyakov.
Vasyl Polyakov, né à Kramatorsk le 2 mars 1972, est un oligarque ukrainien. Il a également été membre du Parti des Régions ukrainien et député du peuple de la Verkhovna Rada, le parlement ukrainien.

## Études et vie privée
Vasyl Polyakov est né en 1972 à Kramatorsk dans la région du Donestk, en Ukraine. Alors qu’il est encore enfant, sa famille décide de s’installer à Kharkov où il obtient en 1994 son diplôme d'économie à l'Université d'État de Kharkov. Six ans plus tard, il est diplômé de l'Académie nationale de droit, Yaroslav le Sage.
En 2010, un magazine le classe comme étant le 97e homme d'affaires le plus riche d'Ukraine, avec une fortune estimée à 32 millions de dollars cette année-là.

## Business
De 1994 à 1997, Vasyl Polyakov est chef du département de la planification pour la compagnie lettone et ukrainienne Autoinveststroy (AIS). Les trois années suivantes, il reste au poste de consultant des ventes de produit avant de devenir officiellement en 2000 le directeur général de la société. 
En août 2003, il est élu Président du conseil d'administration d'AIS Corporation. Il partage depuis 2006 ce poste avec Dmytro Svyatash.
Par le biais de sa société AIS, Vasyl Polyakov connait quelques démêlés avec la justice. Dans les années 1990, l'administration d'AIS est accusée de blanchiment d'argent. Lui et son associé Dmytro Svyatash engageait de faux entrepreneurs, de jeunes personnes généralement pauvres, qui vendaient ou achetaient des voitures aux amis des deux associés tout en étant rémunérés par un ami de Polyakov, Makoveychuk.
En 2004, les forces de l'ordre ukrainiennes découvrent un second vaste réseau de blanchiment d'argent à AIS. Une entreprise basée à Washington proche d'AIS achetait des voitures allemandes (Audi) vieilles de deux ans au rabais et les revendait à AIS. Vasyl Polyakov revendait alors ces voitures au prix de voitures neuves. L'affaire est découverte lorsqu'un client d'AIS décide d'appeler l'usine allemande pour savoir la date de production de sa voiture. 
Vasyl Polyakov est également impliqué depuis 2007 dans plusieurs procès avec la filiale ukrainienne de la banque française BNP Paribas, Ukrsibbank. Cette dernière octroie un prêt de 100 millions de dollars à AIS en 2007, qui n'a depuis pas été remboursé par la société de Vasyl Polyakov. La banque accuse AIS de faillite artificielle des entreprises débitrices, évacuation d'actifs par l'intermédiaire de sociétés offshore et fictives et de vol de biens immobiliers avec documents falsifiés.

## Vie politique
Vasyl Polyakov est membre du même parti que le Président ukrainien, Viktor Ianoukovitch, le Parti des régions, un parti politique ukrainien de centre droit, créé en octobre 1997. 
En 2006, il est élu député du peuple de la Verkhovna Rada, le conseil suprême d'Ukraine, lors de la 5e convocation. Il est réélu député du Parlement ukrainien en 2012 lors de la 7e convocation.
La même année, en 2012, il est centre d'une polémique concernant sa déclaration de revenu pour sa campagne avec le Parti des régions. Il aurait gagné 5 830 000 UAH en cadeaux et en prix lors de cette campagne. Les membres de sa famille sont également accusés d'avoir détourné pour 11 millions UAH de fonds en comptes à l'étranger pour lui.
Vasyl Polyakov est radié du Parti des régions en 2013 en raison de ses liens étroits avec l'Euromaidan, un parti de l'opposition ukrainienne. Il ne rejoint alors aucun autre parti. Les experts politiques du pays le soupçonne de jouer un jeu avec son associé Dmytro Svyatash, membre du Parti des Régions, afin de diversifier les partis politiques proches de leur entreprise AIS. Vasyl Polyakov se déclare souvent en faveur d'un rapprochement entre l'Ukraine et l'Union européenne, mais ces mêmes experts voient là encore une manipulation. Les banques européennes ayant une politique plus stricte que les ukrainiennes concernant les prêts, lui et son entreprise ne bénéficieraient selon eux en aucun cas d'un rapprochement avec l'Union européenne.